# Hubenbach (Liebochbach)
Der Hubenbach ist ein fast 1 Kilometer langer linker Nebenfluss des Liebochbaches in der Steiermark. Er entspringt im Norden der Gemeinde Stiwoll und mündet in derselben Gemeinde, an der L350, in den Liebochbach.